# Kepler-138
Kepler-138 (auch KOI-314) ist ein Roter Zwerg im Sternbild Leier, der rund 217 Lichtjahre von der Sonne entfernt ist. Der Stern besitzt ein Planetensystem mit drei bekannten Exoplaneten.

## Eigenschaften
Als Roter Zwerg ist Kepler-138 deutlich kleiner und kühler als die Sonne. Er hat schätzungsweise 57 % der Sonnenmasse und 54 % des Sonnenradius.

## Planetensystem
Auf Grundlage der Beobachtungsdaten Weltraumteleskops Kepler konnte ein Astronomenteam über die Transitmethode zunächst zwei Planeten um Kepler-138 nachweisen, deren Entdeckung Anfang 2014 veröffentlicht wurde. Ein dritter möglicher Planet blieb zunächst unbestätigt, wurde jedoch wenig später von einer anderen Forschergruppe nachgewiesen.
Der innerste Planet, Kepler-138b, hat in etwa die Größe des Planeten Mars im Sonnensystem, während die beiden anderen, Kepler-138c und Kepler-138d, jeweils etwa den 1,2-fachen Radius der Erde aufweisen. Durch Variationen beim Transit der Planeten (Transit Timing), hervorgerufen durch Wechselwirkungen der Gravitation bei den einander benachbarten Planeten, wurde es ermöglicht, deren jeweilige Masse abzuschätzen und damit Rückschlüsse auf die Dichte zu ziehen. Kepler-138b wurde damit zum ersten Exoplaneten, der kleiner als die Erde ist und dessen Masse ermittelt werden konnte.
Die Masse von Kepler-138b ist den Modellrechnungen zufolge kleiner als die des Mars, die Dichte relativ gering, weshalb er möglicherweise größere Mengen an Wasser enthält. Masse und Dichte der beiden anderen Planeten unterscheiden sich trotz ihrer ähnlichen Größe deutlich. Der mittlere Planet Kepler-138c hat gemäß den Modellrechnungen eine mit der Erde vergleichbare Dichte, während die vergleichsweise geringe Dichte von Kepler-138d möglicherweise durch einen größeren Anteil von Wasser oder Wasserstoff erklärt werden kann. Er besitzt vermutlich eine ausgedehnte Atmosphäre und ist damit eher ein kleiner Gasplanet (→ Mini-Neptun), vergleichbar Uranus und Neptun im Sonnensystem.
| Planet (nach Entfernung vom Stern) | Entdeckung (Jahr) | Masse (in M♁)        | Radius (in {\displaystyle R_{\oplus }}) | Dichte (in g/cm3) | Umlaufzeit (in Tagen) |
| ---------------------------------- | ----------------- | -------------------- | --------------------------------------- | ----------------- | --------------------- |
| Kepler-138b                        | 2014              | 0,0660+0,0590−0,0370 | 0,522 ± 0,032                           | 2,6+2,4−1,5       | 10,3126+0,0004−0,0006 |
| Kepler-138c                        | 2014              | 1,970+1,912−1,120    | 1,197 ± 0,070                           | 6,2+5,8−3,4       | 13,7813 ± 0,0001      |
| Kepler-138d                        | 2014              | 0,6400+0,6740−0,3870 | 1,212 ± 0,075                           | 2,1+2,2−1,2       | 23,0881+0,0009−0,0008 |